# Thanet Suknate
Thanet Suknate (thailändisch ธเนศ สุขเนตร; * 26. Juli 2005), auch als Bess bekannt, ist ein thailändischer Fußballspieler.

## Karriere
Thanet Suknate erlernte das Fußballspielen in Jugend vom Erstligisten BG Pathum United FC. Hier unterschrieb er im August 2023 auch seinen ersten Profivertrag. Direkt nach Vertragsunterschrift wechselte er bis Anfang Januar 2024 auf Leihbasis zum Zweitligisten Suphanburi FC. Für den Zweitligisten aus Suphanburi kam er jedoch nicht zum Einsatz. Nach der Ausleihe kehrte er zu BG zurück. Im gleichen Monat wechselt er auf Leihbasis zum singapurischen Erstligisten Tampines Rovers. Sein Erstligadebüt gab Thanet Suknate am 30. Juni 2024 (6. Spieltag) im Heimspiel gegen den Hougang United. Bei dem 5:1-Erfolg wurde er in der 83. Minute für den Serben Miloš Zlatković eingewechselt. Nach zwei Ligaspielen kehrte er im Dezember 2024 zu BG zurück. Im Sommer 2025 wurde er an den Zweitligisten Mahasarakham SBT FC verliehen.